# Sant Joan Abadesses-1
Sant Joan Abadesses-1 es el nombre de una variedad cultivar de manzano (Malus domestica) Esta manzana está cultivada en la colección de germoplasma de manzanas del CSIC, también está cultivada en la colección de germoplasma de peral y manzano en la "Finca de Gimenells de la Estación Experimental de Lérida - IRTA". Esta manzana es originaria de la Comunidad autónoma de Cataluña, procedente de un ejemplar localizado en 2006 en San Juan de las Abadesas, Gerona.

## Sinónimos
- "Poma Sant Joan Abadesses",[3]
- "Manzana San Juan Abadesses".[7]

## Historia
'Sant Joan Abadesses-1' es una variedad de manzana de Cataluña, está catalogada con el número de accesión M111 en el Banco de germoplasma de peral y manzano de la Universidad de Lérida, que se encuentra integrado en la Red de Colecciones del Programa de Conservación y Utilización de los Recursos Fitogenéticos para la Alimentación y la Agricultura, del Plan Nacional de I+D+I.
'Sant Joan Abadesses-1' está considerada con otras muchas de las entradas que se han incorporado al Banco de germoplasma en la "Finca de Gimenells de la Estación Experimental de Lérida - IRTA", provienen de ejemplares únicos, en algunos casos, actualmente desaparecidos, lo que ha permitido paliar la erosión genética que se está dando en estas especies frutales.
'Sant Joan Abadesses-1' es una variedad que se cultiva para su conservación genética, para posibles usos y mejoras en cruces con otras variedades, para incrementar cualidades o intercambiarlas.

## Características
El manzano de la variedad 'Sant Joan Abadesses-1' tiene un vigor fuerte de tipo ramificado, con porte erguido; ramos con pubescencia fuerte, de un grosor medio, con longitud de entrenudos largos, número de lenticelas medio, relación longitud/grosor de los entrenudos grande, tipo de ramos fructíferos predominantes sin predominio; época de inicio de floración muy tardía, yema fructífera de forma ovoide-cónica, flor no abierta presenta color del botón floral rosa pálido, flor de tamaño medio, pétalos con posición relativa de los bordes superpuestos, inflorescencia con número medio de flores pocas, de forma plana o ligeramente cupuliforme, sépalos de color predominante verde, sépalos de longitud larga, pétalos de longitud corta, y anchura media, siendo la relación longitud/anchura de los pétalos ligeramente más largos que anchos, estilos con longitud en relación con los estambres más largos, estilos con punto de soldadura lejos de la base.
Las hojas tienen un porte erguido en relación con el ramo, limbo de longitud medio y de anchura medio, con una relación longitud/anchura pequeña, forma del borde ondulada, peciolo con longitud medio, forma del limbo redondeada, aspecto de la superficie del haz medianamente brillante, pubescencia del envés media, plegamiento de la superficie plana, tamaño de la punta media, forma de la base aguda, estípulas con una forma muy foliáceas, y ángulo del peciolo respecto al ramo pequeño.
La variedad de manzana 'Sant Joan Abadesses-1' tiene un fruto de tamaño y peso pequeño; forma globosa aplanada, relación longitud/anchura pequeña, posición de la anchura máxima en el medio, más o menos marcado; piel con estado ceroso débil, pruina de la epidermis fuerte; con color de fondo amarillo verdoso, importancia del sobre color débil, siendo el color del sobre color rosa, siendo su intensidad claro, reparto del color en la superficie en placas continuas con estrías, acusando unas lenticelas pequeñas, y una sensibilidad al "russeting" (pardeamiento áspero superficial que presentan algunas variedades) en las caras laterales ausente o muy débil; pedúnculo con una longitud media, y un grosor delgado, anchura de la cavidad peduncular grande, profundidad de la cavidad pedúncular media, y con importancia del "russeting" en cavidad peduncular débil; coronamiento por encima del cáliz débil, anchura de la cav. calicina media, profundidad de la cav. calicina poco profunda, y con importancia del "russeting" en cavidad calicina ausente o muy débil; ojo grande, parcialmente abierto; sépalos largos, parcialmente extendidos.
Carne de color blanca, con oscurecimiento de la carne al corte fuerte; textura blanda, suavemente jugosa; sabor algo aromático, bueno; corazón con distinción de la línea media; eje abierto; lóculos carpelares parcialmente abiertos; semillas medianas, anchas, de color marrón claro.
La manzana 'Sant Joan Abadesses' tiene una época de maduración y recolección de fruto tardía, en otoño-invierno. Se usa como manzana de mesa fresca.

## Calidad de fruto y prueba de cata
- Peso del fruto: Pequeño
- Calibre del fruto: Medio
- Longitud del fruto: Pequeño
- Índice de almidón: Medio
- Dureza medida de la carne: Baja
- Índice refractométrico (IR): Medio
- Acidez titulable: Baja
- Jugosidad de la carne: Medio
- Textura de la carne: Media
- Dureza sensorial de la carne: Media
- Dulzor: Débil
- Acidez: Débil
- Intensidad del sabor de la carne: Débil
- Sabor: Regular
- Valoración global del fruto:Regular[3]

## Características Agronómicas
- Afinidad del injerto (compatibilidad): Buena
- Facilidad de formación y poda: Media
- Tipo de fructificación: Tipo II
- Precocidad varietal: Muy precoz
- Vecería: Alta
- Productividad: Alta
- Necesidad de aclareo: Media
- Escalonamiento de la maduración del fruto: Medio
- Sensibilidad a la caída en maduración: sin datos
- Aptitud para la conservación del fruto en árbol: sin datos
- Aptitud para la conservación del fruto en almacén o cámara: sin datos
- Sensibilidad al moteado: sin datos
- Sensibilidad al oídio: sin datos
- Sensibilidad a pulgón lanígero: sin datos[3]